# Gaberovo, Burgas
Gaberovo (în bulgară Габерово) este un sat în comuna Pomorie, regiunea Burgas,  Bulgaria. 

## Demografie
Componența etnică a satului Gaberovo
     Turci (93,15%)
     Nicio identificare (6,84%)
     Altele (0%)
La recensământul din 2011, populația satului Gaberovo era de 555 locuitori. Din punct de vedere etnic, majoritatea locuitorilor (93,15%) erau turci. Pentru 6,84% din locuitori nu este cunoscută apartenența etnică.